# 魏特斯巴赫
魏特斯巴赫是德国莱茵兰-普法尔茨州的一个市镇。总面积7.75平方公里，总人口78人，其中男性35人，女性43人（2011年12月31日），人口密度10人/平方公里。